# Maison Royale de Saint-Louis

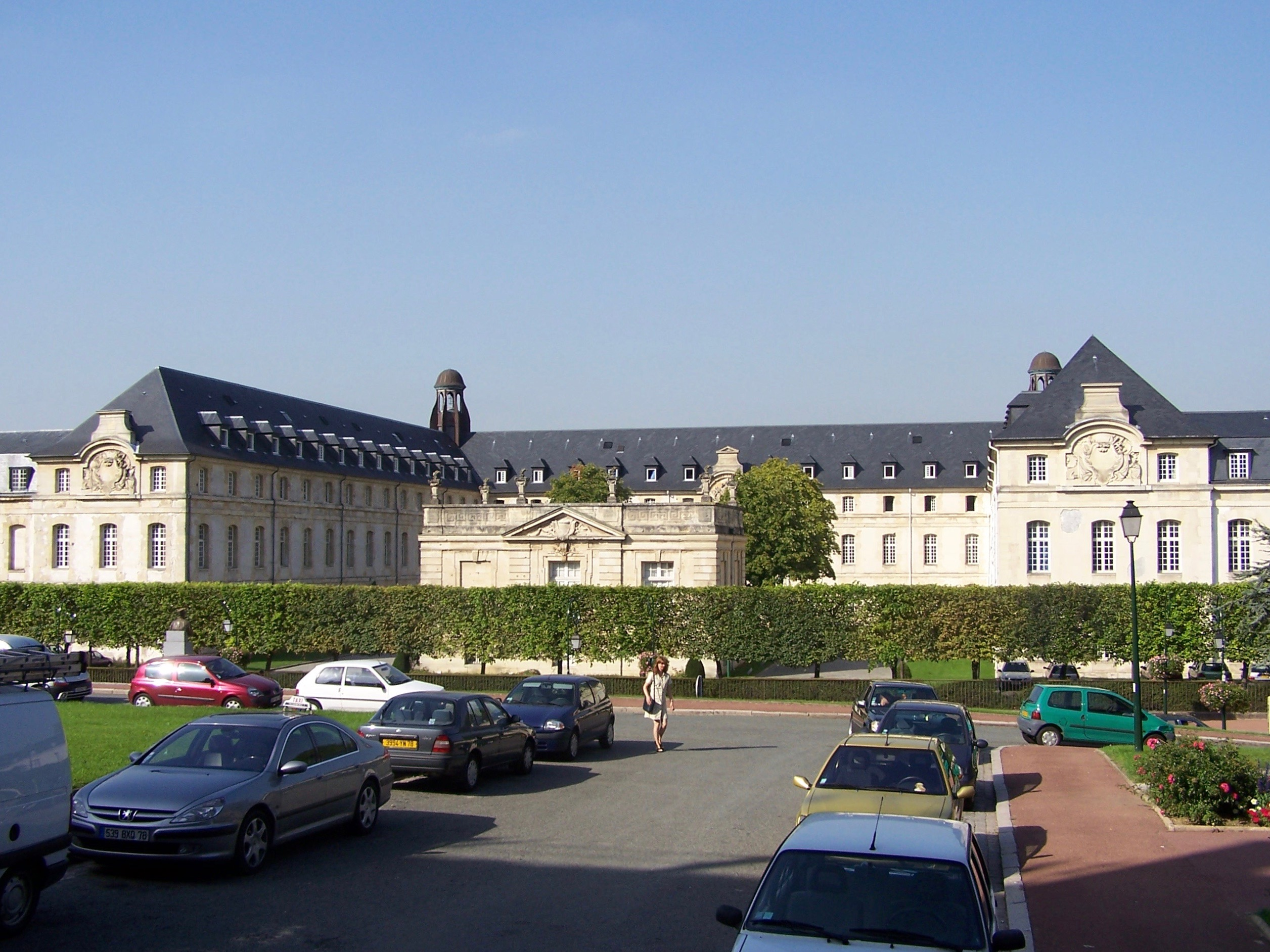
Das Gebäude der einstigen Erziehungsanstalt

Die Maison Royale de Saint-Louis war eine französische Erziehungsanstalt in Saint-Cyr bei Versailles, in der Töchter verarmter Adelsfamilien eine umfangreichere und freiere Erziehung genossen als jene, welche die Klöster ihnen angedeihen ließen. Sie wurde auf Wunsch der 1675 von König Ludwig XIV. zur Marquise erhobenen und ihm seit Oktober 1683 zur linken Hand angetrauten Madame de Maintenon im Jahr 1684 vom König per Dekret gegründet und nahm im Jahr 1686 in einem vom König finanzierten und von Jules Hardouin-Mansart eigens für diesen Zweck errichteten Gebäude die ersten „Demoiselles de Saint Cyr“ auf. Die offizielle Schließung des Heimes am 16. August 1792 war eine der Auswirkungen der französischen Revolution.
Zu den Schülerinnen zählten auch illegitime Töchter Ludwigs XIV., sowie Maria Adelaide von Savoyen, Herzogin von Burgund und Mutter Ludwigs XV. sowie später Elisa Bonaparte, eine Schwester Napoleons.
Madame de Maintenon verbrachte ihre letzten Lebensjahre in der Maison Royale de Saint Louis und wurde nach ihrem Tod 1719 in Saint-Cyr beigesetzt.

## Geschichte
Im Jahr 1682 war Madame de Maintenon auf Marie de Brinon (genannt Madame de Brinon) und Madame de Saint-Pierre aufmerksam geworden, zwei Nonnen, die sich der Erziehung mehrerer junger Mädchen widmeten. Sie etablierte die beiden Damen und ihre Zöglinge zunächst in Rueil, dann in Noisy, bevor sie sich für die Gründung einer größeren Einrichtung einsetzte.
Ursprünglich wollte Madame de Maintenon ein Kloster stiften, doch der Sonnenkönig verweigerte ihr diesen Wunsch mit der Begründung, es gebe „schon genug Klöster die ihre Rechte missbrauchen“. Auf ihr Betreiben gründete der König per Dekret vor dem großen Rat im Jahr 1684 „ein Haus und eine Gemeinschaft, wo eine bedeutende Anzahl junger, aus adeligen Familien, und insbesondere von in Ausübung ihres Dienstes verstorbenen Vätern abstammender Mädchen (...) gratis unterhalten werden (...) und alle Unterweisungen erhalten sollen, die ihrer Geburt und ihrem Geschlecht angemessen sein können.“ Im folgenden Jahr beauftragte er Jules Hardouin-Mansart, in der dem Schlosspark von Versailles benachbarten Domäne von Saint-Cyr die Maison Royale zu errichten. Ihr Bau dauerte fünfzehn Monate und war im Juni 1686 abgeschlossen, als Ludwig XIV. der Institution die Domäne schenkte. Im Juli wurden die ersten Zöglinge empfangen und Madame de Maintenon zur „Institutrice de la Maison Royale de Saint-Louis“ ernannt, ein Titel, der ihr die Oberaufsicht und Autorität über das Haus einräumte. Die Uraufführung von Racines biblischem Drama Esther im Jahre 1689 war prachtvoll inszeniert und führte zu einer ausgedehnten Kontroverse, worauf zwei Jahre später Athalie mit bedeutend weniger Aufwand aufgeführt wurde.
Obwohl die Institution 1789 nach dem Ausbruch der Revolution und der Abschaffung des Feudalsystems sowie der Privilegien ab 1790 auch Bürgertöchter aufnahm, beschloss die Gesetzgebende Nationalversammlung ihre Schließung. Diese erfolgte offiziell am 16. August 1792, jedoch verließen die letzten Zöglinge und das Personal das Haus erst im März des folgenden Jahres.
In den Gebäuden der Maison Royale de Saint-Louis war 1808 bis 1945 die Militärschule Saint-Cyr untergebracht. Das im Zweiten Weltkrieg zu weiten Teilen zerstörte Gebäude wurde nach seinem Wiederaufbau im Jahr 1966 zum Sitz des Lycée militaire Charles-de-Gaulle, einer Schule für die Kinder von Militärs und Staatsbeamten.

## Film
- 2000: Die Schule der verlorenen Mädchen (Saint-Cyr), Regie: Patricia Mazuy